# Watas Lubuk Durian
Watas Lubuk Durian is een bestuurslaag in het regentschap Lubuklinggau van de provincie Zuid-Sumatra, Indonesië. Watas Lubuk Durian telt 1119 inwoners (volkstelling 2010).